# The Fool on the Hill
A The Fool on the Hill a The Beatles együttes dala az 1967-es Magical Mystery Tour albumról, valamint dupla középlemezről. A dal szerzője Paul McCartney volt és Lennon–McCartney szerzeményként jelölték.
A dallamot még McCartney valamikor 1967 márciusa környékén, a Sgt. Pepper's Lonely Hearts Club Band felvételei alatt írta apja liverpooli házában. Akkor éppen a With a Little Help from My Friends dal felvételei voltak és John Lennon megkérte McCartney-t, hogy írja le a dalszöveget, mert el fogja felejteni.
A dalhoz többféle eredettörténet is tartozik. McCartney legtöbbször arra hivatkozott, hogy a dal címében jelölt "őrült" az Maharisi Mahes jógi lenne, akit furcsa nevetése miatt Nagy-Britanniában sokan tébolyodottnak tartottak ekkor. Azonban az együttes csak 1967 augusztusában találkozott a guruval, addig pedig csak Pattie Boyd-tól hallhattak róla (aki februárban volt egy előadásán). Ennél hihetőbb történettel állt elő Alistair Taylor, Brian Epstein asszisztense. Szerinte ő és McCartney Martha nevű kutyájával sétáltak a Primrose Hill-en. Az egyik dombos részen megpillantottak egy idegent, aki köszönt nekik, dícsérte a kilátást majd rögvest távozott is. A dalszöveg a normalitás, őrület és igazság problémaköreit taglalja.
A dalhoz már szeptember elején készítettek egy zongorás demófelvételt, de ezt abbahagyták. Majd szeptember 25-én új vokállal és lassabb tempóval újradolgozták 4 perc 25 másodperces hosszúságúra. A fuvolaszólam miatt végül 3 percesre rövidült a dal. Az együttes tagjai többféle hangszeren játszottak:
- McCartney zongorázott, furulyázott és fuvolázott
- Lennon szájharmonikán, akusztikus gitáron és doromon játszott
- George Harrison szintén szájharmónikán és akusztikus gitáron
- Ringo Starr pedig a dobok mellett ujjcintányért és rumbatököt szólaltatott meg.[9]

Majd október 20-án három fuvolaművész dallamát is rájátszották a végső felvételre. Érdkesség, hogy ez volt az első Beatles felvétel, amin Yoko Ono jelen volt.
Október 30-án McCartney Nizzába utazott Mal Evans és Aubrey Dewar operatőr társaságában. A Magical Mystery Tour film The Fool on the Hill részletét november 1. és 2. között rögzítették.

## Közreműködők
Ian MacDonal szerint:
The Beatles
- Paul McCartney - ének, zongora, akusztikus gitár, furulya, basszusgitár
- John Lennon - szájharmónika, doromb
- George Harrison - akusztikus gitár, szájharmónika
- Ringo Starr - dob, maracas, kétujjas minicintárnyér

Egyéb közreműködők
- Christopher Talylor, Richard Taylor, Jack Ellory - fuvola